# Göran Johnsson
Sven Göran Ingvar Johnsson, född 27 september 1945 i Jämshög i Blekinge län, är en svensk fackföreningsman som var ordförande i Metallindustriarbetareförbundet 1993-2005. Han arbetade ursprungligen som verkstadsarbetare vid Volvo i Olofström och var bland annat facklig representant i Volvos bolagsstyrelse. År 1989 blev han vice ordförande i Metallindustriarbetareförbundet och 1993 efterträdde han Leif Blomberg som förbundsordförande.
Som facklig ledare för ett av Landsorganisationens största förbund hade Göran Johnsson plats i socialdemokratiska partiets högsta ledning, partistyrelsens verkställande utskott.
Göran Johnsson valdes våren 2007 till ordförande i styrelsen för Arbetarrörelsens Tankesmedja, har tidigare, fram till 2008, varit styrelseledamot i Swedbank och tillhör styrelsen i börsnoterade Elanders. Johnsson var styrelseordförande för Sveriges Television mellan 2011 och 2014. År 2016 promoverades han till hedersdoktor vid Blekinge tekniska högskola.